# المرض الواغل في الحمل
المرض الواغل (أو المتزامن، المصاحب، أو في معظم الحالات الموجود مسبقا) في الحمل هو المرض الذي لا يحدث مباشرة بسبب الحمل (تفرقة عن مضاعفات الحمل) والذي من الممكن أن يتدهور أو يصبح خطرا محتمل على صحة الحمل، (كأن يتسبب في واحدة من مضاعفات الحمل). ينشأ جزء كبير من هذا الخطر نتيجة للحاجة الضرورية لاستخدام الأدوية أثناء الحمل للتحكم في المرض.
في مثل هذه الظروف، النساء اللواتي يرغبن في مواصلة الحمل يحتجن رعاية طبية إضافية، غالبا ما تكون من فريق متعدد التخصصات. مثل هذا الفريق قد يشمل (إلى جانب طبيب التوليد) متخصصين في المرض الواغل وغيرهم من الممارسين (على سبيل المثال، المتخصصين في رعاية الأم والجنين أو أطباء التوليد، أخصائيي التغذية، وما إلى ذلك).

## اضطرابات الغدد الصماء

### مرض السكري
داء السكري والحمل يتناول التداخل بين داء السكري (لا تقتصر على سكري الحمل) والحمل. وتشمل المخاطرعلى صحة الطفل الإجهاض، تقييد النمو، تسارع النمو، السمنة الجنينة (عملقة)، الاستسقاء السلوي والعيوب الخلقية.

### مرض الغدة الدرقية
يمكن لأمراض الغدة الدرقية أثناء الحمل - إذا لم تعالج - أن تتسبب في آثار سلبية على سلامة الجنين والأم. يمكن أيضا للآثار الضارة لاعتلال وظائف الغدة الدرقية أن تمتد إلى ما بعد الحمل والولادة مؤثرة على النمو العصبي الفكري في السنوات الأولى من حياة الطفل. زيادة الحاجة إلى هرمونات الغدة الدرقية أثناء الحمل قد تدفع اضطراب الغدة الدرقية -غير الملاحظ مسبقًا-  إلى أن يزداد سوءا. الطريقة الأكثر فعالية للكشف عن الخلل في الغدة الدرقية غير معروفة. وجدت الأبحاث أن عددًا أكثر النساء يتم تشخيصهن باعتلال الغدة الدرقية عندما يتم اختبار كل النساء الحوامل  بدلا من مجرد اختبار ذوات الخطورة العالية لمشاكل في الغدة الدرقية (ذوي تاريخ عائلي مرضي ، علامات سريرية  أو أعراض مرضية). إيجاد المزيد من النساء ذوات الخلل في الغدة الدرقية يعني أن النساء يمكن أن يحصلن على فرصة أكبر في التعامل مع المرض وعلاجه أثناء حملهن. إلا أن نتائج الحمل كانت مماثلة مما يثير الإستغراب ويشير للحاجة إلى إجراء المزيد من البحوث في الآثار المترتبة على فحص جميع النساء لمشاكل الغدة الدرقية.

## فرط التجلط
فرط التجلط في الحمل هو قابلية النساء الحوامل إلى تكوين جلطة دموية (تخثرالدم). يعد الحمل في حد ذاته عاملا من اسباب فرط التجلط (فرط التجلط الناجم عن الحمل) ، كآلية فسيولوجية تكيفية لمنع نزيف ما بعد الولادة. لكن عندما يجتمع مع حالة إضافية مسببة لفرط التخثر يغدو خطر تجلط الدم أو الانسداد الشرياني مطروحًا بشدة.

## التهابات

### عدوى منتقلة عموديا
العديد من الأمراض المعدية تحمل مخاطر انتقال المرض إلى الجنين. ومن أمثلة ذلك:
- جدري الماء
- داء المتدثرات[3]
- الحلأ البسيط أو  الحلأ البسيط عند حديثي الولادة
- فيروس نقص المناعة البشرية[4][5]
- فيروس تي- الليمفاوي البشري [6]
- الزهري[7]

تثير الالتهابات أثناء الحمل اهتماما خاصا حول استخدام أو عدم استخدام الأدوية في فترة الحمل ( المضادات الحيوية أو مضادات الفيروسات) لعلاجهم. على سبيل المثال، النساء الحوامل الذين يصابون بعدوىH1N1 الأنفلونزا ينصحن بتلقي العلاج المضاد للفيروسات إما الأوسيلتاميفير (وهو الدواء المفضل) أو زاناميفير. وجد أن كلا من أمانتادين أو ريمانتادين وقد تكون ماسخة و سامة للجنين عندما تعطى بجرعات عالية في الدراسات الحيوانية.

### التهاب الفرج و المهبل بالفطريات
في فترة الحمل، التغيرات في مستويات الهرمونات الجنسية الأنثوية مثل هرمون الاستروجين, تجعل المرأة أكثر عرضة للإصابة بالتهاب الفرج و المهبل بالفطريات. خلال فترة الحمل، يغدو فطر المبيضة أكثر انتشارا (شيوعًا), وتكرار العدوى  أيضا أكثر احتمالا. لا يوجد دليل واضح على أن علاج  الالتهاب (غير العرضي) للفرج و المهبل بالمبيضات أثناء الحمل يقلل من مخاطر الولادة المبكرة. التهاب الفرج و المهبل بالفطريات في فترة الحمل يجب أن يعالج موضعيا  (مهبليًا) باستخدام كلوتريمازول أو النيستاتين لمدة 7 أيام على الأقل.

### التهاب المهبل البكتيري
التهاب المهبل البكتيري هو اختلال التوازن الذي يحدث  للميكروبات المتعايشة في المهبل. التهاب المهبل الجرثومي هو مرض واغل في فترة الحمل قد يزيد من خطر مضاعفات الحمل ، وأبرزها الولادة المبكرة أو الإجهاض. بيد أن هذا الخطرضئيل  لكنه يبدو أكثر أهمية في النساء اللواتي عانين من مثل هذه المضاعفات في حمل سابق.

## أمراض صمامات القلب
في حالة أمراض صمامات القلب في الحمل ، التغيرات الفسيولوجية للأم في فترة الحمل تضفي حملًا إضافيًا على القلب مما قد يؤدي إلى مضاعفات.
في الأفراد الذين يحتاجون صمام قلبي صناعي , يجب أن تتم مراعاة تدهور الصمام مع مرور الوقت (للصمامات الحيوصناعية) مقابل مخاطر تخثر الدم في الحمل (مع الصمامات الميكانيكية ) مع ما يترتب على ذلك من الحاجة إلى استخدام الأدوية في فترة الحمل مثل موانع تخثر الدم.

## اضطرابات المناعة الذاتية الأخرى

### الذئبة الحمامية الجهازية
الذئبة الحمامية الجهازية مع الحمل تحمل زيادة في نسبة وفاة الجنين في الرحم و الإجهاض التلقائي  (خسارة الحمل) ، وكذلك  مرض الذئبة في حديثي الولادة.

### مرض بهجت
ليس للحمل تأثير سلبي على سير مرض بهجت بل ربما قد يحسن مساره. ومع ذلك، هناك تنوع كبيرا في مساره بين المرضى حتى في مرات الحمل المختلفة لنفس المريضة. على الناحية الأخرى، يحمل مرض بهجت زيادة في خطر مضاعفات الحمل، الإجهاض والولادة القيصرية.

### التصلب المتعدد
الحمل يقلل من خطر الانتكاس في التصلب المتعدد; ومع ذلك، خلال الأشهر الأولى بعد الولادة يزداد الخطر. عموما،  لا يبدو أن الحمل يحمل تأثيرًا تجاه العجزعلى المدى الطويل. التصلب المتعدد لا يزيد من خطر التشوهات الخلقية أو الإجهاض.

## أخرى
قد تتدهور الحالات التالية أو تحمل خطرًا محتملًا على الحمل:
- السرطان[MMHE 2]
- ارتفاع ضغط الدم المزمن[MMHE 3]
- تليف الكبد[MMHE 4]
- العيوب الخلقية التي يمكن أن تنتقل إلى النسل
- عيوب خلقية في القلب ، وخاصة ارتفاع ضغط الدم الرئوي و متلازمة ايزنمنجر[MMHE 5]
- اضطرابات في الكلى[MMHE 6]
- الصحة العقلية.
  - ارتباط الاكتئاب بارتفاع معدلات الولادة المبكرة.[18]
- اضطرابات في الجهاز التنفسي  والأمراض المرتبطة مع انفكاك المشيمة[19])
  - الربو[20][21]
- الصرع[MMHE 7]
- تشوهات هيكلية في عنق الرحم
- تشوهات هيكلية في الرحم
- التهاب الكبد الفيروسي[MMHE 4]